# 1999 na arte

## Nascimentos
| Data | Nome | Profissão | Nacionalidade | Observações | Ref |
| ---- | ---- | --------- | ------------- | ----------- | --- |

## Mortes
| Data            | Nome                     | Profissão                               | Nacionalidade                              | Observações | Ref |
| --------------- | ------------------------ | --------------------------------------- | ------------------------------------------ | ----------- | --- |
| 10 de fevereiro | Maluda                   | pintora                                 | Portugal                                   | n. 1934     |     |
| 24 de abril     | Bonifácio Lázaro Lozano  | pintor                                  | Reino Unido de Portugal, Brasil e Algarves | n. 1906     |     |
| 9 de julho      | Colette Pujol            | pintora, desenhista e professora        | Brasil                                     | n. 1913     |     |
| 1 de outubro    | Manuel Colmeiro Guimarás | pintor                                  | Espanha                                    | n. 1901     |     |
| 4 de outubro    | Bernard Buffet           | pintor                                  | França                                     | n. 1928     |     |
| 12 de dezembro  | Paul Cadmus              | pintor                                  | Estados Unidos                             | n. 1904     |     |
| Dezembro        | Hugo Adami               | pintor, cenógrafo, cantor lírico e ator | Brasil                                     | n. 1899     |     |
| ??              | Artur Bual               | artista plástico                        | Portugal                                   | n. 1926     |     |
| ??              | Enrique Gran             | pintor                                  | Espanha                                    | n. 1928     |     |
| ??              | Inimá de Paula           | pintor e desenhista                     | Brasil                                     | n. 1918     |     |

## Prémios
- Prémio Príncipe das Astúrias das Artes - Santiago Calatrava[1]
- Prémio Pritzker - Norman Foster[2]